# Le Goût du partage
Pour plus de détails, voir Fiche technique et Distribution.
Le Goût du partage est une comédie française de 2013 réalisée par Sandrine Cohen.

## Synopsis
Victor est un chef cuisinier passionné et tyrannique, propriétaire d'un restaurant gastronomique. Lorsque son médecin lui apprend qu'il est atteint d'une maladie de cœur incurable qui ne lui reste probablement guère plus d'une année à vivre, il décide de rechercher un successeur.

## Distribution
- Bernard Le Coq : Victor
- Annelise Hesme : Annabelle
- Boris Rehlinger : Richard
- Morgane Cabot : Justine
- Valérie Decobert-Koretzky : Valérie (Valérie Decobert)
- Paul Granier : Benjamin
- Yves Pignot : Ferdinand
- Jacques Chambon : Le cafetier
- Grégori Baquet : François
- Arielle Sémenoff : Infirmière	Clarisse